# 하리사 (아르메니아 음식)
하리사(아르메니아어: հարիսա)는 밀과 고기가 들어간 아르메니아의 죽과 비슷한 음식이다. 아랍 요리인 하리사에서 유래했으며, 아라라트 평원 지역에서 즐겨 먹는다. 아르메니아의 국민 음식 가운데 하나이기도 하다. 아르메니아인 집단학살 피해자를 추모하는 날인 4월 24일에 먹는 음식이며, 종교적·의식적 요소가 강한 음식이다.

## 이름
어원은 아랍어 "하리사(هريسة)"이다.

## 만들기
밀쌀은 물에 불려 뒀다가 쓴다. 고기로는 주로 닭고기가 쓰이는데, 양고기 등을 사용하기도 하며, 아르메니아 사도교회의 금육 기간에는 고기 대신 허브를 넣어 만들기도 한다. 고기를 뼈째로 삶은 다음 꺼내 식히고, 육수에 밀을 넣어 푹 익힌다. 식은 고기는 뼈를 발라 잘게 찢어 다시 넣고, 밀과 함께 더 익힌다. 익히는 동안 나무주걱으로 계속 휘저어, 밀쌀과 고기가 페이스트처럼 으깨지도록 한다. 잘 으깨진 하리사는 접시에 담고, 녹인 버터를 곁들여 낸다.

## 사진

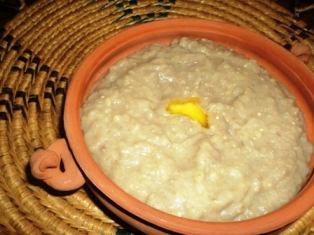
하리사
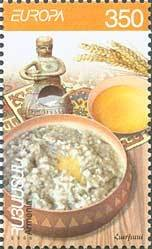
하리사가 그려진 아르메니아 우표

## 같이 보기
- 촐런트
- 케슈케크
- 하리스